# Книга за възрастни: Глава втора
„Книга за възрастни: Глава втора“ (на английски: Book Club: The Next Chapter) е американска романтична комедия от 2023 г. на режисьора Бил Холдерман, който е съсценарист със Ерин Симс. Във филма участват Даян Кийтън, Джейн Фонда, Кандис Бъргън и Мери Стийнбъргън. Той е продължение на „Книга за възрастни“ (2018).
Премиерата на филма е в САЩ на 12 май 2023 г. от Focus Features. За разлика от първия филм, Парамаунт Пикчърс не участва в този втори филм.

## Актьорски състав
- Даян Кийтън – Даян[8]
- Джейн Фонда – Вивиан[7]
- Кандис Бъргън – Шарън
- Мери Стийнбъргън – Каръл
- Крейг Т. Нелсън – Брус
- Анди Гарсия – Мичъл
- Дон Джонсън – Артър
- Джиянкарло Джиянини – Полицаят
- Винсънт Риота – Шеф Джани
- Хю Куарши – Аусмейн

## Продукция
През май 2022 г. „Върайъти“ обяви, че филмът започна производство, докато Кийтън, Фонда, Бъргън, Стийнбъргън, Гарсия, Джонсън и Нелсън се завръщат с ролите си от първия филм. Фокус Фийчърс замества „Парамаунт Пикчърс“ като разпространител в САЩ и „Юнивърсъл Пикчърс“ в световен мащаб.